# 卡斯特罗雷焦
卡斯特罗雷焦（義大利語：Castroregio），是意大利科森扎省的一个市镇。总面积38平方公里，人口376人，人口密度9.9人/平方公里（2009年）。ISTAT代码为078032。